# Aielli
Aielli est une commune italienne d'environ 1 500 habitants, située dans la province de L'Aquila, dans la région Abruzzes, en Italie méridionale.

## Histoire
- La Tour des Étoiles

## Administration
| Période                                  | Période | Identité | Étiquette | Qualité |
| ---------------------------------------- | ------- | -------- | --------- | ------- |
|                                          |         |          |           |         |
| Les données manquantes sont à compléter. |         |          |           |         |

### Hameaux
Aielli Stazione

### Communes limitrophes
Celano, Cerchio, Collarmele, Ovindoli, San Benedetto dei Marsi